# Dascălu
Dascălu è un comune della Romania di 2 443 abitanti, ubicato nel distretto di Ilfov, nella regione storica della Muntenia. 
Il comune è formato dall'unione di 4 villaggi: Creața, Dascălu, Gagu, Runcu.